# Liste der Biografien/Korp
Liste der Biografien |
Portal Biografien |
Personensuche
# |
A |
B |
C |
D |
E |
F |
G |
H |
I |
J |
K |
L |
M |
N |
O |
P |
Q |
R |
S |
T |
U |
V |
W |
X |
Y |
Z |
?
 
Ka |
Kb |
Kc |
Kd |
Ke |
Kf |
Kg |
Kh |
Ki |
Kj |
Kl |
Km |
Kn |
Ko |
Kp |
Kr |
Ks |
Kt |
Ku |
Kv |
Kw |
Ky |
Kx |
Kz
 
Koa |
Kob |
Koc |
Kod |
Koe |
Kof |
Kog |
Koh |
Koi |
Koj |
Kok |
Kol |
Kom |
Kon |
Koo |
Kop |
Kor |
Kos |
Kot |
Kou |
Kov |
Kow |
Kox |
Koy |
Koz
 
Kora |
Korb |
Korc |
Kord |
Kore |
Korf |
Korg |
Korh |
Kori |
Korj |
Kork |
Korl |
Korm |
Korn |
Koro |
Korp |
Korr |
Kors |
Kort |
Koru |
Korv |
Korw |
Kory |
Korz
Die Liste der Biografien führt alle Personen auf, die in der deutschsprachigen Wikipedia einen Artikel haben. Dieses ist eine Teilliste mit 28 Einträgen von Personen, deren Namen mit den Buchstaben „Korp“ beginnt.

## Korp
- Korp, Andreas (1897–1983), österreichischer Manager und Politiker (SPÖ)
- Korp, Dieter (1921–2015), deutscher Journalist und Fachbuchautor
- Korp, Ernst (* 1947), österreichischer Gemeindebediensteter und Politiker (SPÖ), Bürgermeister von Pöls, Landtagsabgeordneter der Steiermark
- Korp, Harald-Alexander (* 1961), deutscher Schriftsteller, Bildhauer, Maler und Grafiker

### Korpa
- Korpa, Istvan (* 1945), jugoslawischer Tischtennisspieler und Bundestrainer des Deutschen Tischtennis-Bundes
- Korpás, Georg (* 1972), ungarisch-deutscher Spezialeffekt-Maskenbildner
- Korpási, Bálint (* 1987), ungarischer Ringer
- Korpatsch, Tamara (* 1995), deutsche TennisspielerinTamara Korpatsch (* 1995)

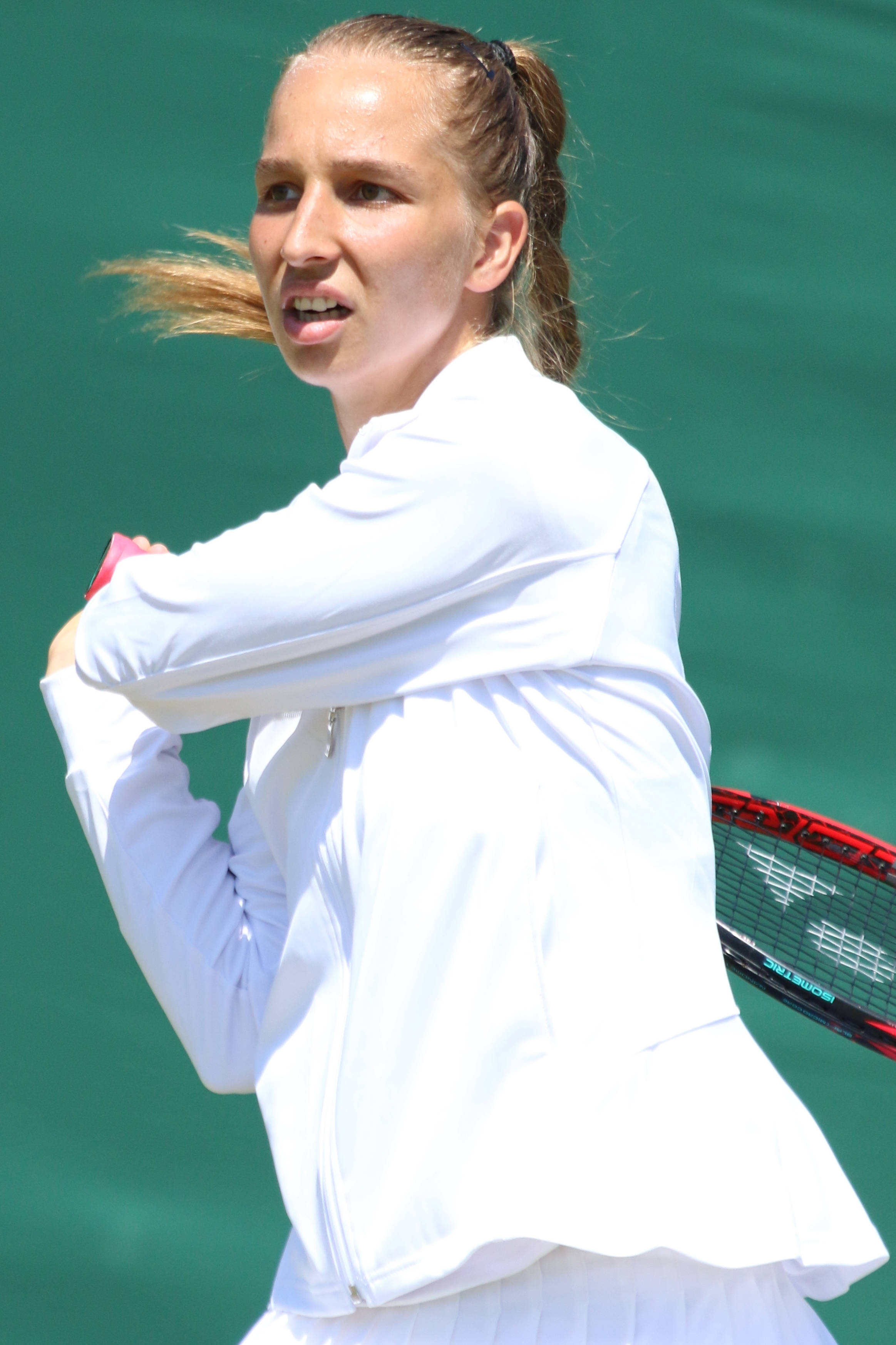
Tamara Korpatsch (* 1995)

### Korpe
- Korpela, Eva (* 1958), schwedische Biathletin
- Korpela, Heikki (* 1990), finnischer Skilangläufer
- Korpela, Tinja-Riikka (* 1986), finnische Fußballspielerin
- Korpela, Tommi (* 1968), finnischer Schauspieler
- Körper, Fritz Rudolf (* 1954), deutscher Politiker (SPD), MdL, MdB

### Korpi
- Korpi, Janne (* 1986), finnischer Snowboarder
- Korpi, Kiira (* 1988), finnische Eiskunstläuferin
- Korpi, Rauno (* 1951), finnischer Eishockeytrainer
- Korpikari, Oskari (* 1984), finnischer Eishockeyspieler
- Korpikoski, Lauri (* 1986), finnischer Eishockeyspieler
- Korpinen, Julia, finnische Schauspielerin
- Korpio, Nella (* 1999), finnische Skirennläuferin
- Korpisalo, Jari (* 1966), finnischer Eishockeyspieler
- Korpisalo, Joonas (* 1994), finnischer Eishockeytorwart
- Korpitsch, Martin (1956–2021), österreichischer römisch-katholischer Geistlicher und Generalvikar des Bistums Eisenstadt

### Korpj
- Korpjuhn, Heinz (1929–2007), deutscher Fußballspieler

### Korpo
- Korponay-Géczy, Julianna († 1714), ungarische Adelige
- Korporal, Maria (* 1962), bildende Künstlerin

### Korpu
- Korput, Michel van de (* 1956), niederländischer Fußballspieler

### Korpy
- Korpys, Andree (* 1966), deutscher Filmemacher und Hochschuldozent